# Wolfgang Gerhardt
Wolfgang Gerhardt (Ulrichstein, 31 dicembre 1943 – Wiesbaden, 13 settembre 2024) è stato un politico tedesco, viceministro presidente e ministro della Scienza e della Cultura del governo dell'Assia (1987-1991), dal 1995 al 2001 presidente del Partito Liberale Democratico (FDP), deputato nella XII XIV, XV, XVI e XVII legislatura del Bundestag (1994-2013).

## Biografia

### Formazione e attività professionale
Dopo aver conseguito il diploma di maturità, studiò pedagogia, germanistica e scienze politiche presso l'Università di Marburgo. Conseguì il dottorato nel 1970. Lavorò presso la Fondazione Friedrich Naumann, poi come impiegato nel ministero dell'Interno dell'Assia, e poi diresse l'ufficio del ministro.

### Carriera politica

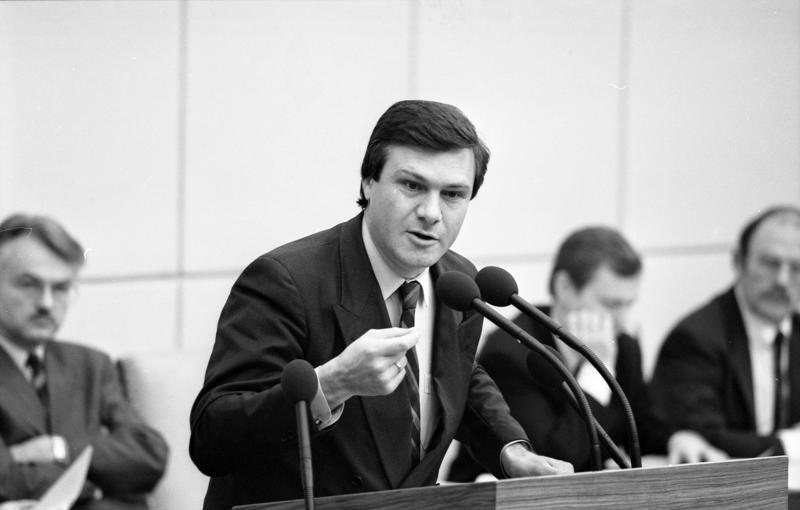
Wolfgang Gerhardt alla prima riunione del Bundesrat di Bonn, 14 dicembre 1990

Fu presidente delle strutture dell'Assia associate all'organizzazione studentesca FDP e vicepresidente della Gioventù liberale. Nel 1982 venne eletto presidente del Partito Liberale Democratico in Assia e tre anni dopo vice presidente del partito a livello federale. Nel 1978 ottenne per la prima volta il primo mandato di deputato parlamentare a Wiesbaden. Si sedette nel parlamento dell'Assia fino al 1982, e successivamente anche negli anni 1983-1987 e 1991-1994. Fu presidente della fazione liberale (1983-1987, 1991-1994), e dal 1987 al 1991 nel governo dell'Assia fu Viceministro presidente e Ministro della scienza e dell'arte e rappresentante delle autorità del Land nel governo federale. Nello stesso periodo fu membro del Bundesrat. Prese parte alle sessioni VIII e IX dell'Assemblea federale (Bundesversammlung).
Nel 1994 venne eletto nel Bundestag dalla lista regionale dell'FDP. Venne rieletto nel 1998, nel 2002, nel 2005 e nel 2009. Dal 1998 al 2006 fu presidente del Club parlamentare dell'FDP. Negli anni 1995-2001 fu presidente del FDP. Nel 2006 divenne presidente del consiglio di amministrazione della Fondazione Friedrich Naumann. Nel 2012, annunciò che non si sarebbe candidato alle successive elezioni. Nel 2013 completò il mandato da deputato.